# Комоним
Комо́ним (от др.-греч. κώμη — деревня, селение, поселок + др.-греч. ὄνομα — имя, название) — вид ойконима. Собственное имя любого сельского поселения. Примеры: д. Дюдьково, с. Спасское-Лутовиново, д. Козино, пос. Вербилки, с. Коломенское. Комонимы — составная часть топонимики, являющейся одним из источников исторической, естественно-научной, этнографической и лингвистической информации.
Очень часто исторически сложившиеся названия улиц в крупных городах ведут к названиям деревень и слобод, расположенных когда-то на этом месте; сливаясь с городами, они давали названия вновь получившимся улицам. Так в состав Старой Москвы, например, вошло 98 деревень: Кожевники, Сыромятники, Поварская, Мясницкая, Бронная, Мещанская, Ямская и др., внеся в её урбанонимию свои названия.

## Образование комонимов

### Агиокомонимы
На примере районов Ярославской области (,,,,,,,,,,,,,,,) рассмотрим способы образования агиотопонимов непосредственно от агионимов. Категория агиотопонимов выделяется в топонимии, в частности, для разграничения с антропотопонимами, так как имена людей могут совпадать с именами святых.

«На Руси издавна существовал обычай: как только в селении открывалась  церковь,  оно  сразу получало  новое,  церковное название».
— Е. М. Поспелов
Как правило, церковь получала своё название либо в честь святого, либо в память о каком-либо церковном событии или библейском празднике. Сохранилось много названий данного типа.
Большинство комонимов было образовано от экклезионимов. Все они появились в результате аффиксации, при этом комоним создавался из агионима, лежащего в основе экклезионима: агионим → экклезионим → агиокомоним. Например, (агионим) Св. Николай Чудотворец → (экклезионим) церковь во имя святого Николая Чудотворца → (комоним) село Никольское. Одним из самых почитаемых на Руси святых
был Николай Чудотворец, поэтому его имя часто встречается в основе комонимов, получивших
своё название от имени храма. На территории России практически нет города, где не было бы церкви или придела, освященного во имя Николая Чудотворца.
Ярославская область не является исключением из данного правила: на её территории отмечено около 30 комонимов, восходящих к агиониму Николай Чудотворец:
- деревня Никольское[2],[4],[5],[7],[8],[9],[11],[12],[13],[14],[15];
- деревня Никола[2];
- село Николо-Бой[1];
- село Ново-Никольское[12];
- село Николо-Пенье[1],[3];
- село Никольское-Нальяново[4];
- село Николо-Свечино[7];
- село Никола-Ухтома[9];
- село Николо-Гора[9];
- деревня Николо-Лисино[11];
- село Николо-Раменье[11];
- село Николо-Перевоз[12];
- деревня Николо-Задуровье[13];
- село Николо-Корма[13];
- деревня Николо-Плесна[13];
- деревня Николо-Тропа[13];
- деревня Николо-Заболотье[14];
- село Николо-Эдома[14].

Вторую подгруппу в отэкклезионимных комонимах ойконимы, восходящие к названиям религиозных праздников.
В проанализированном языковом материале представлены комонимы в честь следующих религиозных праздников:
- День святой Троицы:

1. деревня Троица[4],[5],[13];
2. деревня Троица Колясники[4];
3. село Троица-Нарядово[12];
4. село Троицкая Слобода[10];
5. деревня Троицкое[1],[8],[10],[15],[16];
6. деревня Малое Троицкое[13];
7. деревня Новотроицкое[14].

- праздник Покрова Пресвятой Богородицы:

1. деревня Покров[4],[5],[12],[13];
2. село Покровское[1],[15];
3. село Покровское на Сити[2];
4. село Малый Покров[14];
5. село Покров-Раменье[7];
6. село Покров-Рогули[11];
7. деревня Покровские Горки[15];

- праздник Преображения Господа Бога и Спаса нашего Иисуса Христа:

1. село Спас[3],[4],[11],[13],[16];
2. деревня Спасское[7],[16];
3. село Спас-Ильдь[7];
4. село Спас-Смердино[12];
5. село Спас-Ваталий[16];

- праздник Воскресения Христова:

1. село Воскресенское[5],[6],[7],[10],[11],[15];
2. деревня Воскресенка[10];
3. деревня Пасхалино[4];

- праздник Рождества Пресвятой Богородицы или Рождества Христова:

1. деревня Рождествено[1],[6],[8],[10],[11];
2. село Рождественное[8],[14];
3. деревня Рождественская[5];

- праздник Благовещения Пресвятой Богородицы:

1. село Благовещенская Гора[12];
2. село Благовещенье[14];

- Вознесение Господне:

1. село Вознесение[5];
2. село Вознесенье[14];

- Воздвижение Креста Господня:

1. село Воздвиженское[15];

- Сретение Господне:

1. деревня Сретенье[13].

### Пояснения
1. ↑  Агионим — Имя Святого (от др.-греч. ἅγιος — священный).
2. ↑  Экклезионим — название церкви, часовни, монастыря; место совершения религиозного обряда.